# Várkonyi Balázs (újságíró)
Várkonyi Balázs (Vác, 1949. január 5. – 2023. június 27.) magyar újságíró, szerkesztő.

## Életpályája
Középiskolai tanulmányait a váci gimnáziumban és a győri bencéseknél végezte. 1973-ban diplomázott a Pécsi Tanárképző Főiskola magyar-orosz szakán. 1973–1988 között a Magyar Rádió munkatársa és főmunkatársa volt. 1974–1975 között elvégezte a MÚOSZ Újságíró Iskolát.
1986–1988 között a Magyar Rádió szegedi stúdiójának vezetője volt. 1989–1990 között a Szabad Európa Rádió tudósítója és irodavezetője volt.
1990–1994 között a Magyar Televízióban dolgozott; A Hét szerkesztője volt. 1993–1994 között belpolitikai főszerkesztő volt. 1994-ben – a választások után – eltávolították állásából. 1998–2000 között a Földművelésügyi és Vidékfejlesztési Minisztérium főosztályvezetője és sajtófőnöke volt.
2000–2009 között a Magyar Hírlap vezető szerkesztője, 2009–2010 között rovatvezetője volt.

## Családja
Szülei Várkonyi István és Szabó Magdolna voltak. Felesége, Liebmann Katalin (1966–) újságíró volt. Négy gyermekük született: Dávid, Zsófia Dóra, Csongor Soma (1996–) és Örzse Katinka (1998–).

## Művei
- Ungarn. Politische Landeskunde (Liebmann Katalinnal, 1993)
- Törvénybontó kalendárium (Liebmann Katalinnal, 2000)

## Műsorai
- Feketén-fehéren[2]